# JR東海キハ25形気動車
キハ25形気動車（キハ25がたきどうしゃ）は、東海旅客鉄道（JR東海）が保有する一般形気動車である。

## 概要
JR東海の一般形標準車両となっている313系電車をベースに設計された気動車で、外観は313系電車とほぼ同一デザインである。全車日本車輌製造が製造し、番台区分の異なる2両で固定編成を組む。2011年（平成23年）3月1日に営業運転を開始した。
2013年（平成25年）の伊勢神宮式年遷宮に向けた快速「みえ」の輸送力増強用に武豊線に投入された1次車と、国鉄形気動車であるキハ40系およびJR発足初期に製造されたキハ11形の置き換えを目的として高山本線・太多線・紀勢本線・参宮線向けに投入された2次車がある。2015年（平成27年）以降、2次車の暖地向け仕様変更車が登場している。
1次車は都市圏の武豊線に対応する設計とされたが、将来の武豊線電化に伴う他線区への転用を見込み、ローカル輸送にも対応しうる準備工事がされている。2次車では当初よりローカル輸送向けの仕様変更がなされている。

## 構造

### 車体
313系と同様に、先頭部が普通鋼製、その他の部分がステンレス鋼製で、1両につき片側3か所ずつ両引戸の客用ドアを設置する。車両の床面高さも313系と同様に、駅ホームとの段差を小さくするため1,140 mmである。1次車は、将来的な運用線区のホーム高さ（760 mm）を見越して客用ドアの乗降口にステップ取り付けのための準備工事を施した状態で登場したが、2次車は当初からステップを乗降口に装着して登場した。1両あたりの全長は313系の先頭車両と同じ20,100 mmで、国鉄時代から踏襲されてきた標準的な気動車の全長（21,300 mm）よりも短くなっている。
313系とはドアステップの有無以外にも制御車前面貫通扉上部前照灯が省略されている、排障器の形状が異なる（スノープラウの取り付けがある）、などの車体構造の違いがある。車体構造については2次車ではさらに以下の点が変更された。
- 2シート工法およびレーザー溶接の採用により車体のステンレス地をマット（つや消し）仕上げに変更、あわせてビードレス車体とする。
- 車体側面、ドア間の連続窓について、1次車では5枚窓で構成されていたものを中央部の3枚を大型2枚に変更して4枚窓とする。これは、座席配置が同じである313系2000番台と同様である。
- 2次車では運転士窓・車掌窓上部双方左右に取り付けていた前面窓上のLED式車体表示器を車掌窓上部左側に集約させたため表示器周りの外観が変化した。
- キハ85形に先行して採用されていた鹿衝突対策の衝撃緩和装置を、分割併合に支障がない形状に変更した上でスカートに取り付け。
- 暖地仕様ではスカートのスノープラウが省略され、スカートが下方向へ拡大されている。

### 車内

#### 客室

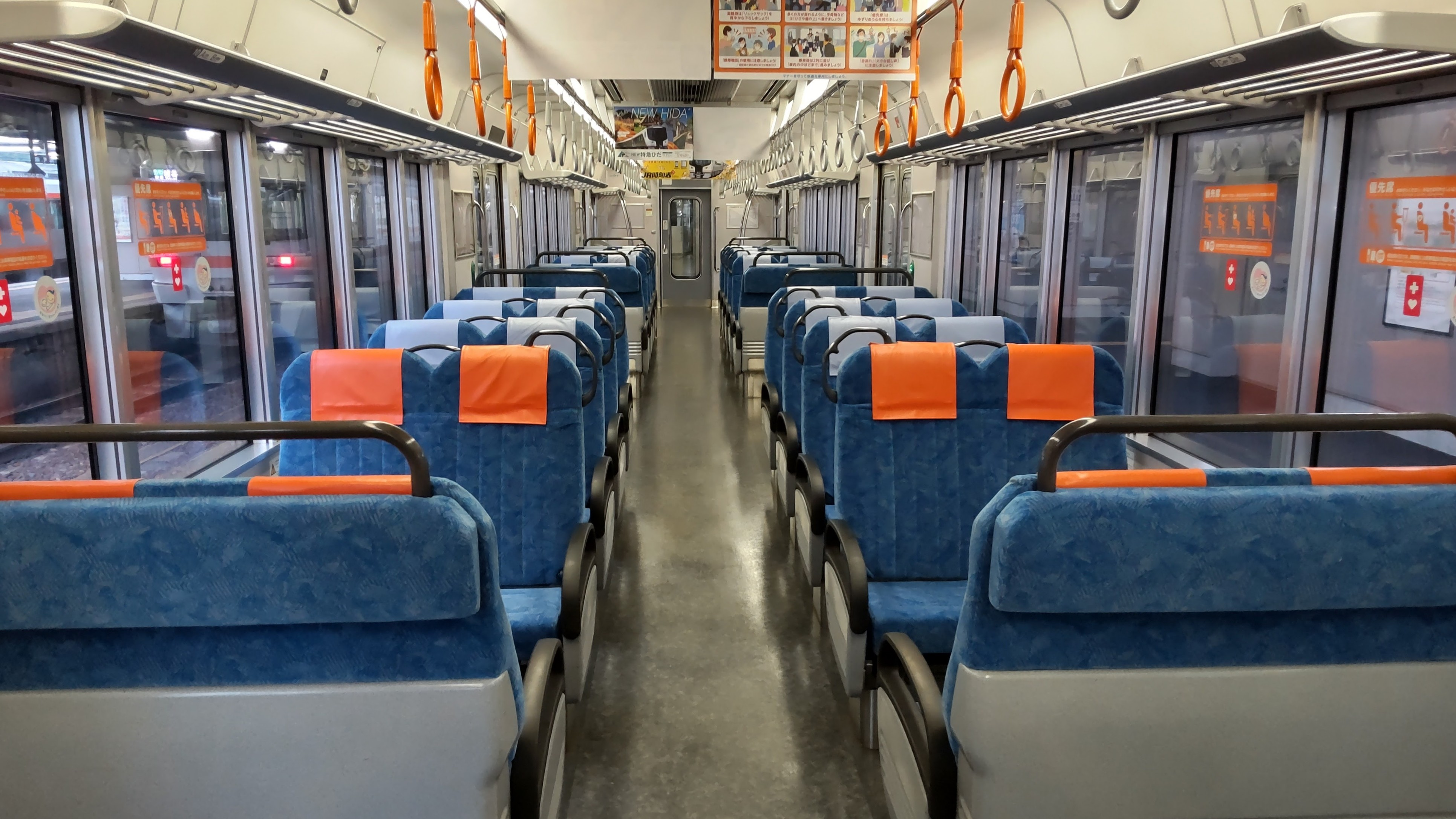
0番台の車内（車番不明）
ドアステップの有無の違いを除き一部の313系電車と部品などを共通化している

1次車の車内は313系1300番台に準拠し、座席は転換式クロスシートが主体で、袖仕切り部のクロスシートは固定式でクロスシートがドア間に5列ずつ配置されている。車端部は313系1300番台同様全てロングシートとなる。0番台の場合トイレは連結面側の車端部にあるが、トイレのない100番台はこの部分にロングシートが設置されている。トイレは車椅子にも対応する大型のもので、この反対側に車椅子スペースが設けられた。
乗務員室はワンマン運転に対応し、LCD運賃表示器や運賃箱などワンマン運転用の機器類を備える。これに関連して、客用ドアは開閉ボタン付きの半自動式が採用された。

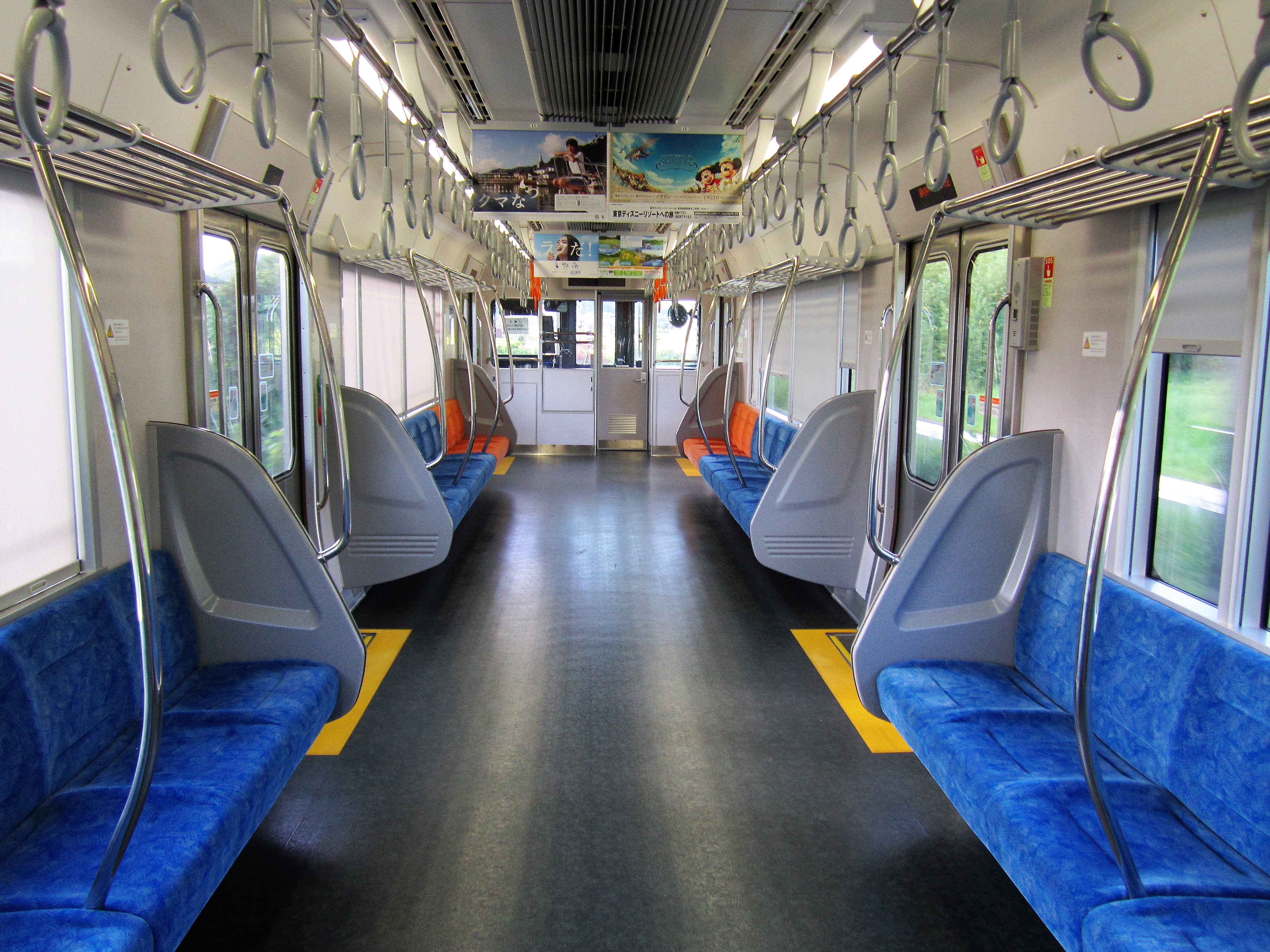
1600番台の車内（1611）
ドアステップの有無の違いを除き一部の313系電車と部品などを共通化している

2次車の車内は313系2300番台に準拠し、座席は全座席ロングシートに変更された。トイレは1000番台・1500番台にあり、1次車と同様連結面側の車端部に車椅子対応の大型トイレが設置され向かい側に車椅子スペースを設ける。1100番台・1600番台にはトイレはなく、車端部にもロングシートが配置されている。1次車と同様ワンマン運転に対応しワンマン運転用の機器類を備えるが、デッキの整理券発行器は半減し各車両最後部のドア付近のみの設置となった。また、各ドア上部に設置されていた車内案内表示装置を削減し千鳥配置とする、荷棚をパイプ式とする、室内灯にLED照明を採用する、客用扉と妻面の貫通扉の室内側は化粧板を廃止してステンレス無地に変更、といったコストダウンを中心とした1次車からの変更点がある。
定員は、1次車では0番台が134人（座席40人・立席94人）、100番台が140人（座席48人・立席92人）。2次車では1000番台・1500番台が129人、1100番台・1600番台が136人である。

#### 乗務員室

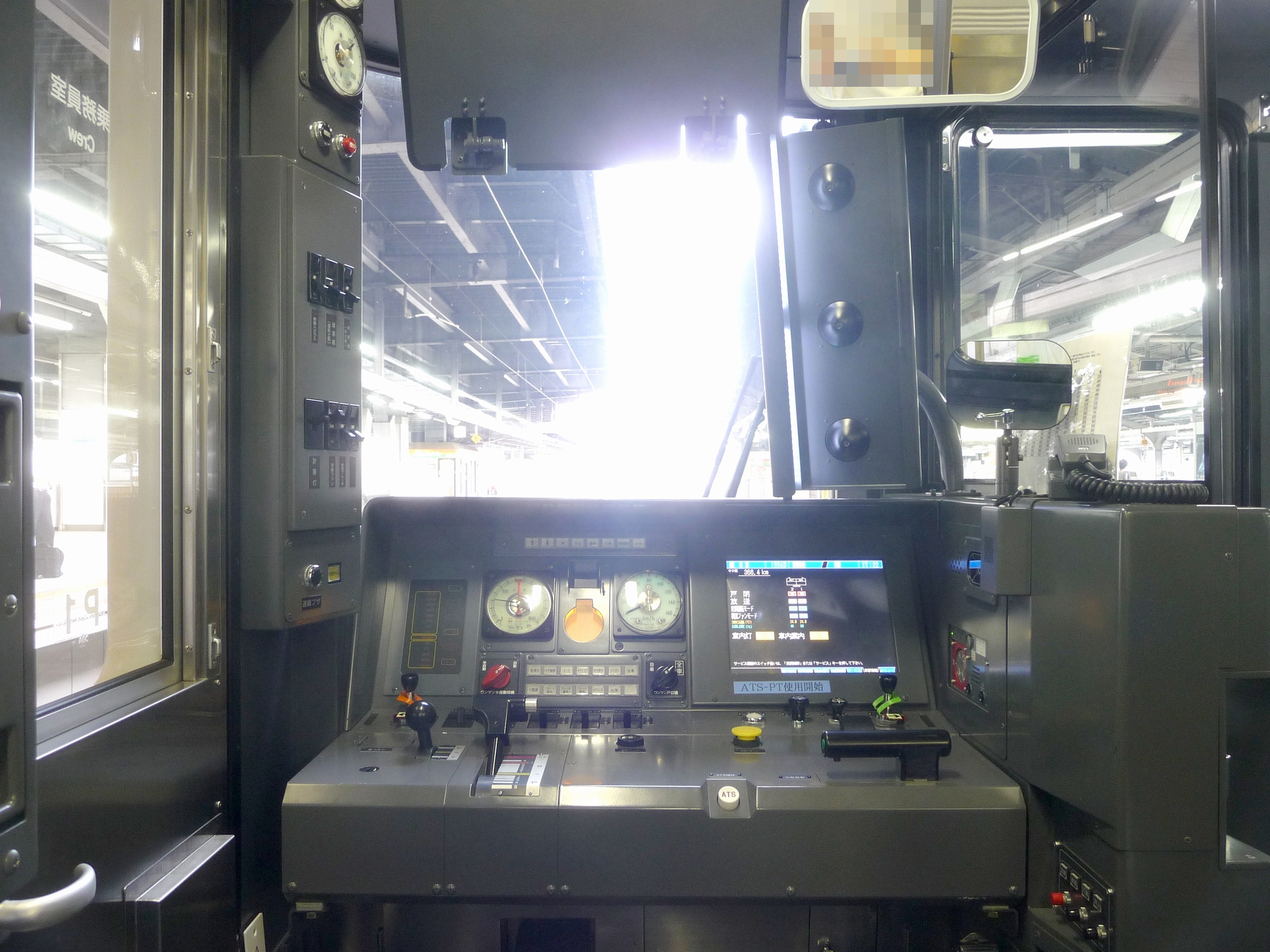
運転台（P1編成）

乗務員用設備も313系4次車を基にした設計で、大部分の部品を共通化したため、JR東海の気動車では初めてワンハンドルマスコンを採用した。
保安装置は2形式の自動列車停止装置（ATS-ST・ATS-PT）と緊急列車停止装置 (EB装置)・緊急列車防護装置（TE装置）を新造時から装備している。

### 機器類
エンジンはカミンズ製電子燃料制御式ディーゼルエンジン「N14ERシリーズ」（社内形式 C-DMF14HZD形）を1両につき1基搭載する。最高出力は520 ps（382 kW）だが、応急運転時の出力であり通常運転時は最大450 ps（331 kW）で稼動し、異常時のみ最高出力となるよう切り替える方式が採用されている。変速機は変速1段・直結4段の液体式変速機（C-DW23形）で1次車はパワーオンシフトであったが、2次車以降は従来と同じ同期シフトとなった。なお、1次車も美濃太田車両区に転属後に同期シフトに変更されている。最高速度は110 km/hだったが、2次車以降は95 km/hとなった。 1次車も美濃太田車両区に転属後に95 km/hに変更されている。
エンジンの排気管を車体妻面（連結面側）に装備することから、エンジンや変速機などの動力系の機器は車体中央から後方にかけて配置され、ブレーキ関係の機器は車体前方（先頭側）に配置された。動力系が後寄りにあることから、台車の配置も、前方が付随台車、後方が動台車である。動台車については、動力の伝導効率を高めるため両軸を駆動する2軸駆動が採用された。動台車・付随台車ともにボルスタレス台車であり、形式は動台車が C-DT67形（1次車）、付随台車が C-TR255形 である。
2次車では、動力台車に東海道新幹線のN700A系で採用されている台車振動検知システムを基に開発された振動検知装置「BVD（Body Vibration Detector）」 を在来線車両では初めて搭載しており、床下に取り付けられた同装置により、台車などの状態を常時監視し、軽微なうちに故障を検知して運転台に表示できるようになっている。そのほかに、減速機の支え構造が改良されたため、動力台車の形式が C-DT67A形 に変更された（付随台車は C-TR255形 のまま）。また、エンジン側の変速機と動力台車を繋ぐ推進軸の落下対策を強化し、落下防止枠の形状を変更したものを増設している。
ブレーキは、電気指令式空気ブレーキの他、機関ブレーキ、直通予備ブレーキ、耐雪ブレーキを装備する。

## 番号別概説
1次車・2次車ともバリアフリー対応トイレ付き先頭車（Mc1）と、Mc1+100番のトイレなし先頭車（Mc2）による末尾同番の2両固定編成を組成する。最大10両（2両編成×5連結）までの編成を組成することが可能だが、他の形式との連結はできない。キハ75形のように分割して連結することもできないために編成番号が設定されている。

### 1次車（0・100番台）
1次車（0・100番台）は、2010年（平成22年）11月10日に最初の2編成が出場、続いて2011年（平成23年）2月23日に3編成が出場し、2両編成×5本の合計10両が導入された。2025年（令和7年）4月1日現在、1+101 - 5+105の5編成全車が美濃太田車両区に配置されている。落成時の配置基地は名古屋車両区で、2015年（平成27年）3月10日付けで美濃太田車両区に変更されている。
| ← 猪谷・多治見名古屋 → | ← 猪谷・多治見名古屋 → | ← 猪谷・多治見名古屋 → |
| ---------------------- | ---------------------- | ---------------------- |
| 形式                   | キハ25 -#0 （Mc1）     | キハ25 -#100 （Mc2）   |
| 定員                   | 134                    | 140                    |

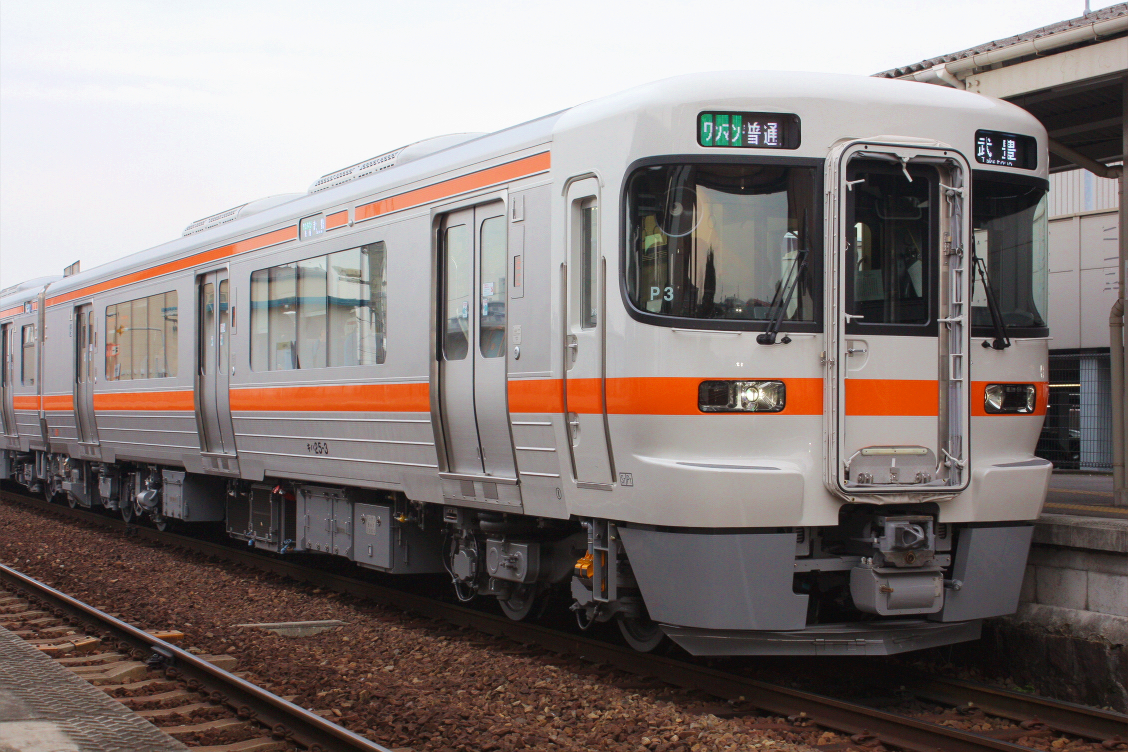
キハ25-3
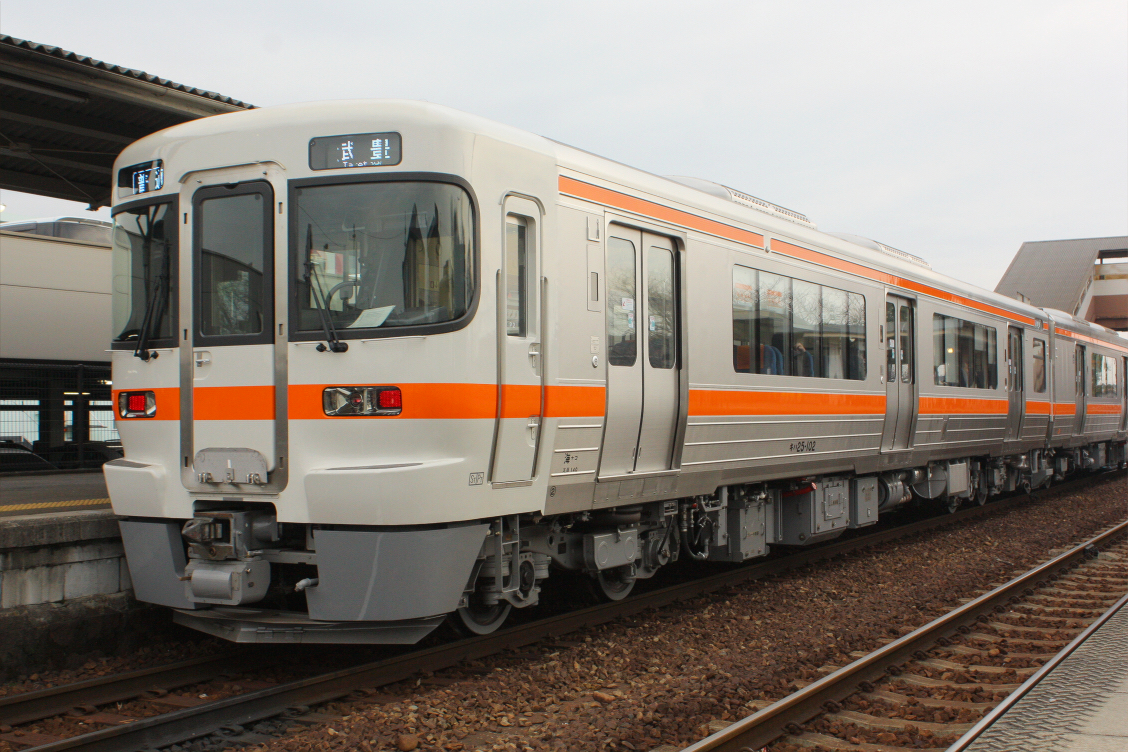
キハ25-102
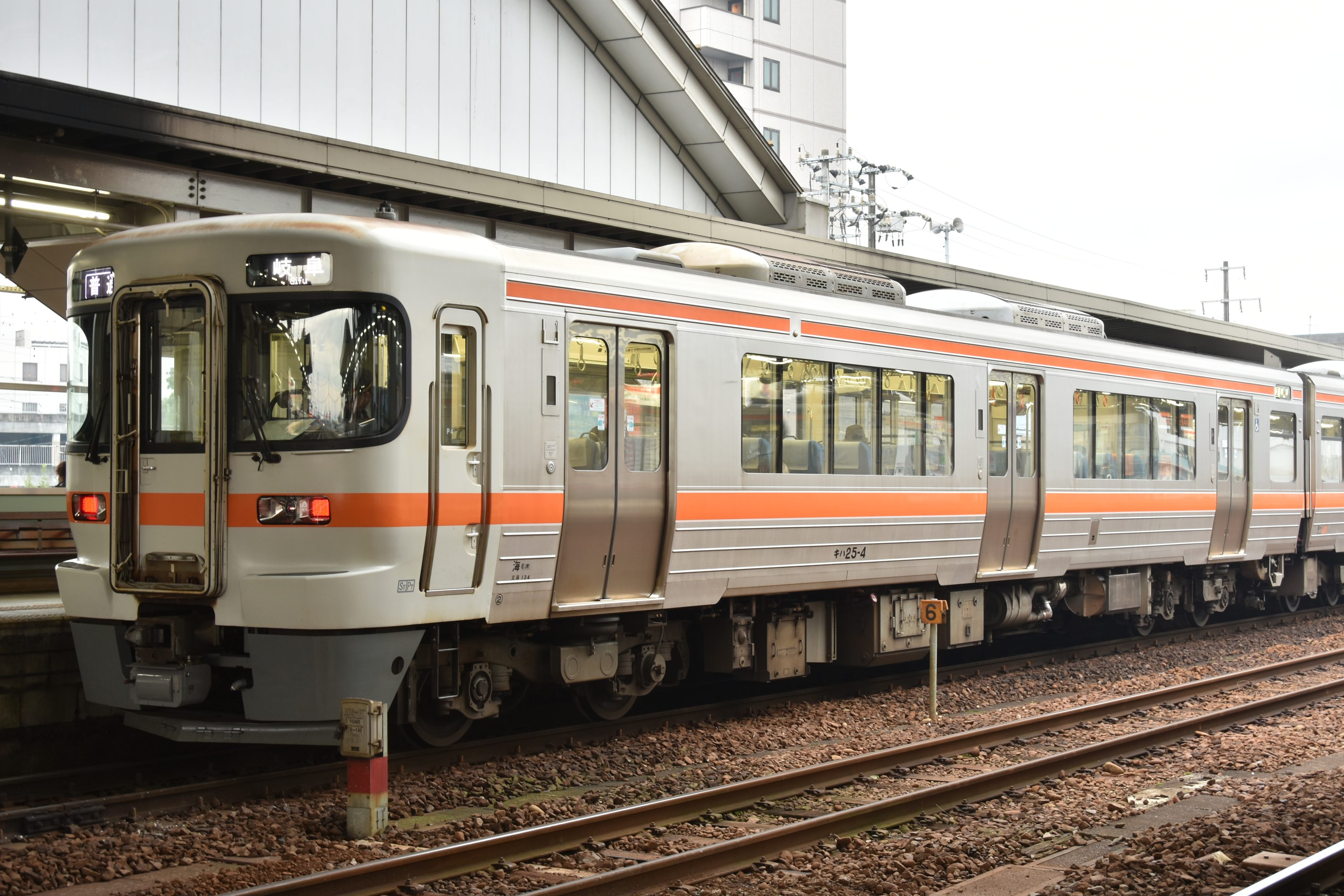
キハ25-4 （ステップ取り付け改造後）
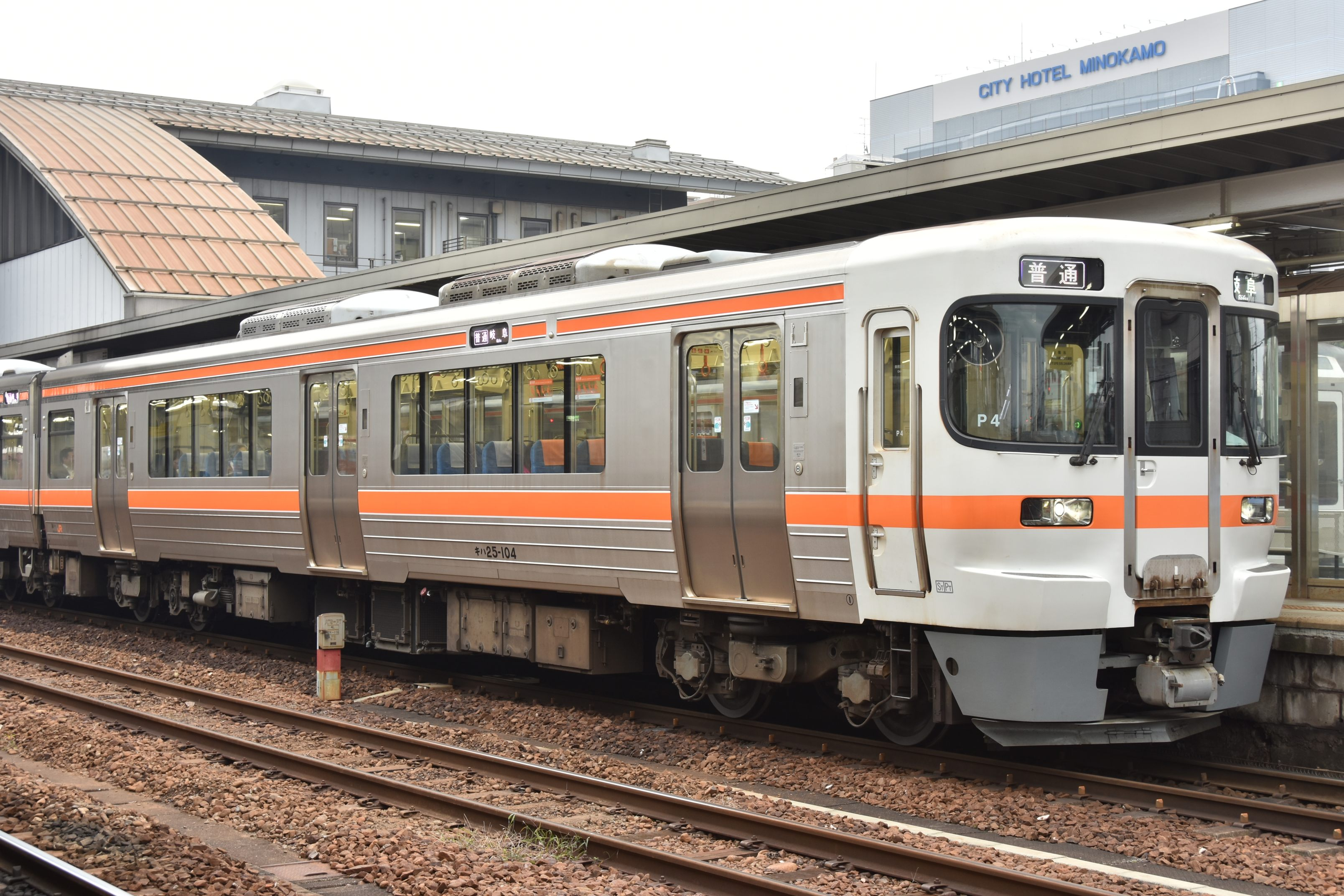
キハ25-104 （ステップ取り付け改造後）

### 2次車（1000・1100番台）
2014年（平成26年）9月に最初の3編成（1001+1101 - 1003+1103）が日本車輌製造より出場した。後に同年11月から翌2015年（平成27年）2月にかけて5編成 (1004+1104 - 1008+1108) が、2015年（平成27年）5月から同年6月にかけて4編成（1009+1109 - 1012+1112）がそれぞれ日本車輌製造を出場した。
2025年（令和7年）4月1日現在、1001+1101 - 1008+1108の8編成が美濃太田車両区に、1009+1109 - 1012+1112の4編成が名古屋車両区に配置されている。高山本線・太多線用はP編成、紀勢本線・参宮線用はM編成と称する。このうちM4編成（1012＋1112）は新製当初名古屋車両区所属だったが、2017年（平成29年）3月4日付で美濃太田車両区に転属した。その後、2019年（平成31年）3月5日付で名古屋車両区に再転属している。
| ← 猪谷・多治見名古屋 → ← 新宮・鳥羽亀山・伊勢奥津 → | ← 猪谷・多治見名古屋 → ← 新宮・鳥羽亀山・伊勢奥津 → | ← 猪谷・多治見名古屋 → ← 新宮・鳥羽亀山・伊勢奥津 → |
| --------------------------------------------------- | --------------------------------------------------- | --------------------------------------------------- |
| 形式                                                | キハ25 -#1000 （Mc1）                               | キハ25 -#1100 （Mc2）                               |
| 定員                                                | 129                                                 | 136                                                 |

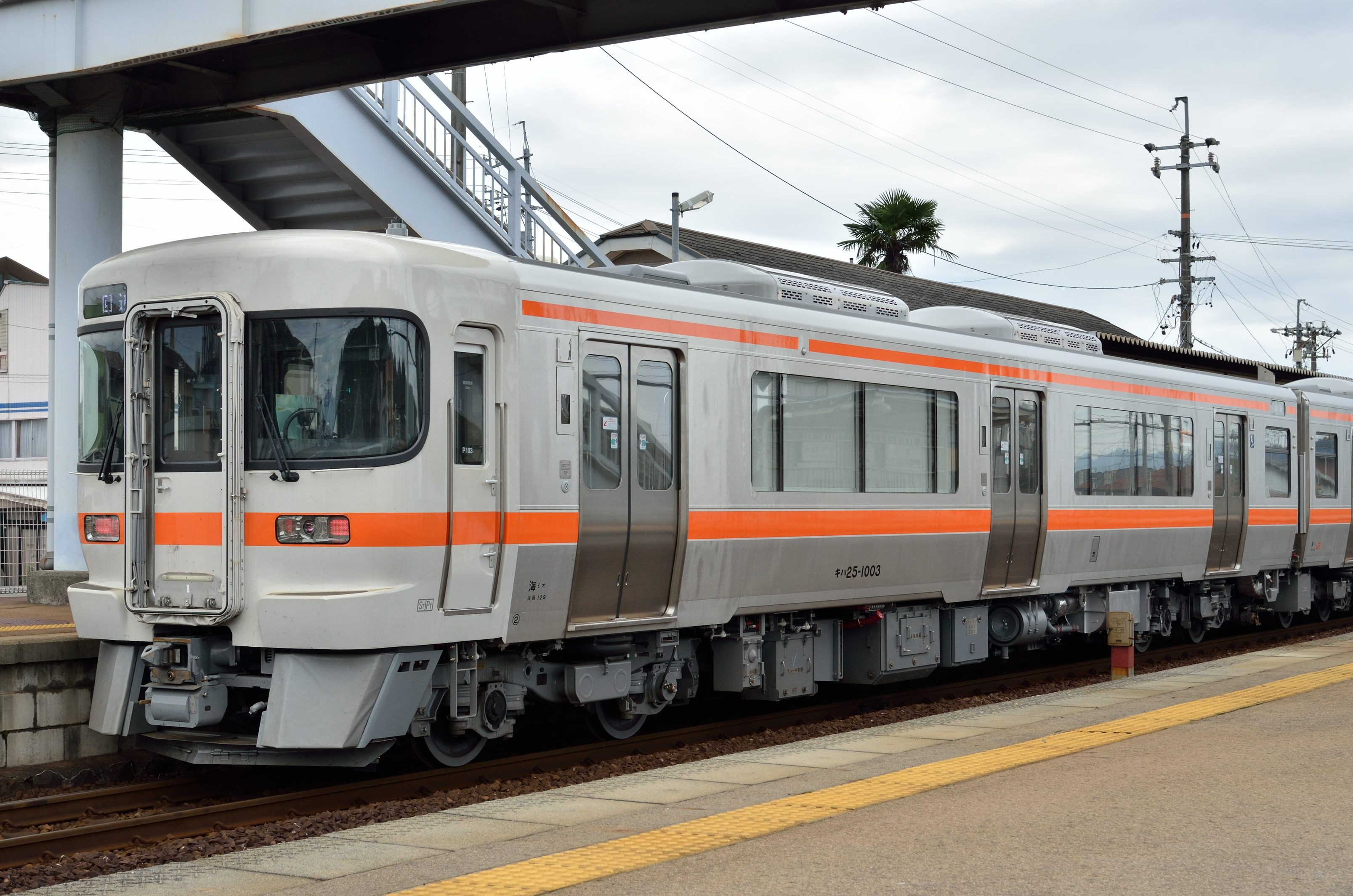
キハ25-1003
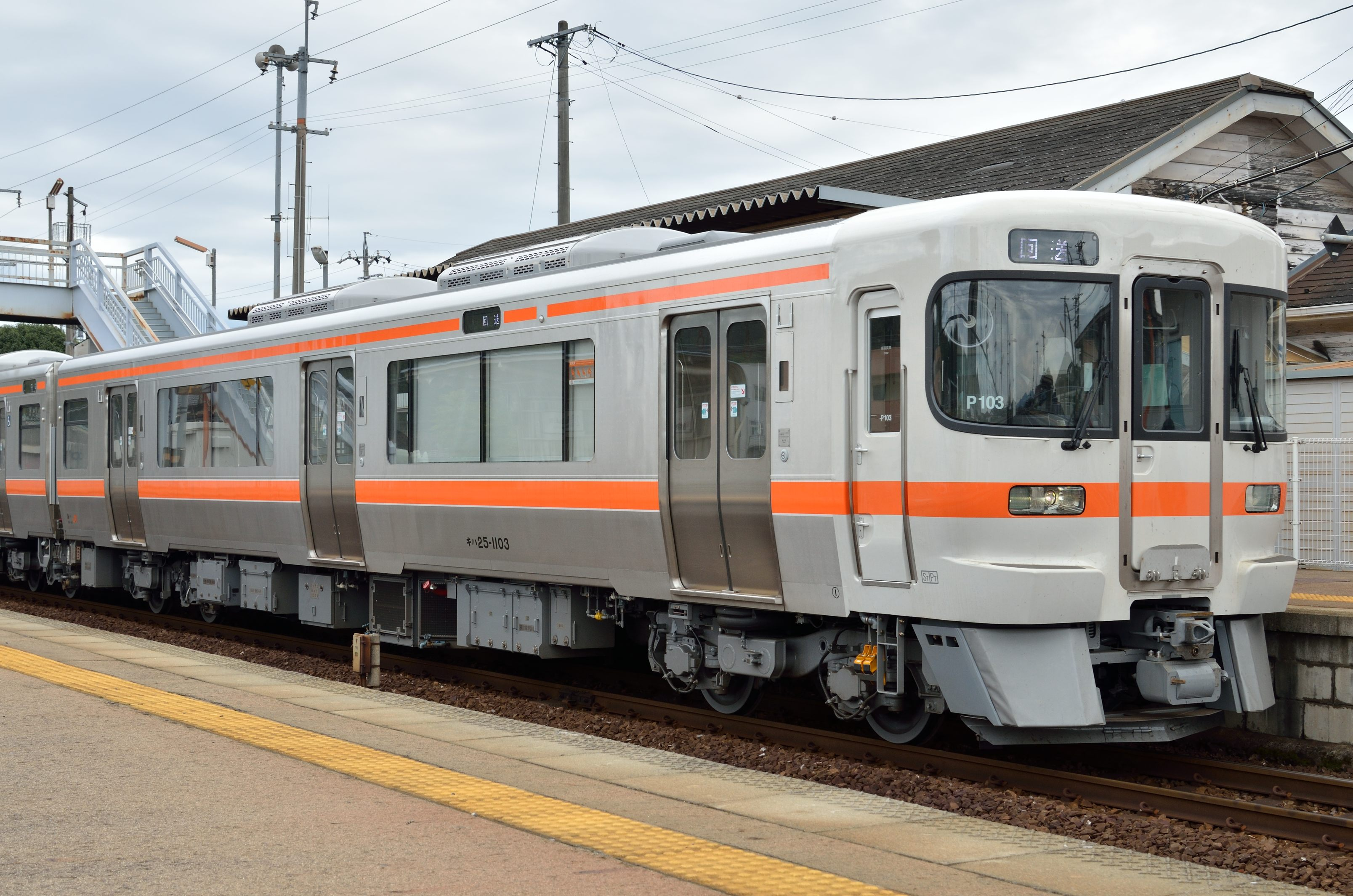
キハ25-1103

### 2次車（1500・1600番台）
1000・1100番台を暖地仕様に変更した番台であり、紀勢本線などの暖地路線で使用されている。基本構造は1000・1100番台と同様で、スノープラウが省略されているなど、細かな変更点がある。2015年（平成27年）6月から2016年（平成28年）1月にかけて14編成（1501+1601 - 1514+1614）が落成した。2025年（令和7年）4月1日現在、全車両が名古屋車両区に配置されている。
| ← 猪谷・多治見名古屋 → ← 新宮・鳥羽亀山・伊勢奥津 → | ← 猪谷・多治見名古屋 → ← 新宮・鳥羽亀山・伊勢奥津 → | ← 猪谷・多治見名古屋 → ← 新宮・鳥羽亀山・伊勢奥津 → |
| --------------------------------------------------- | --------------------------------------------------- | --------------------------------------------------- |
| 形式                                                | キハ25 -#1500 （Mc1）                               | キハ25 -#1600 （Mc2）                               |
| 定員                                                | 129                                                 | 136                                                 |

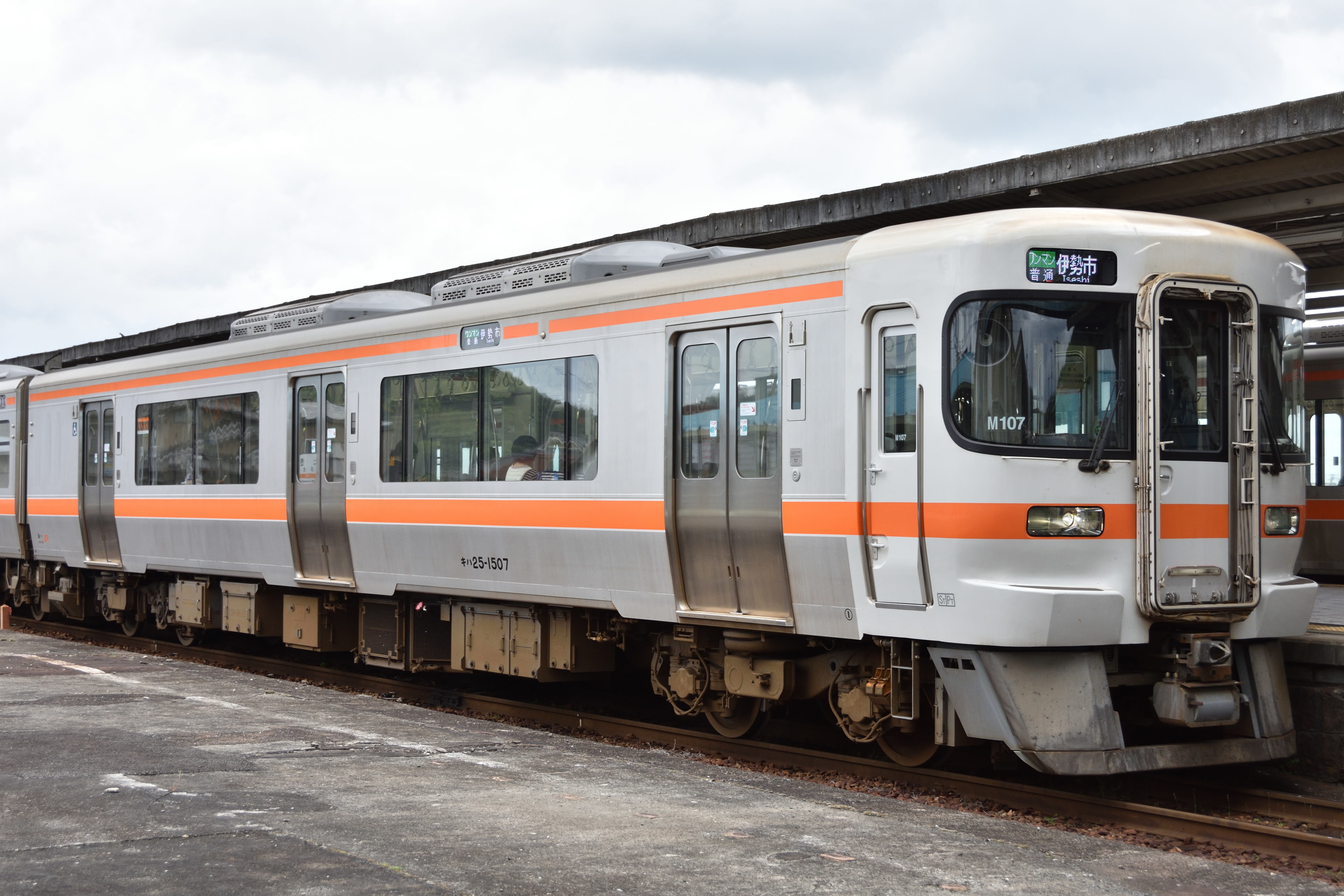
キハ25-1507
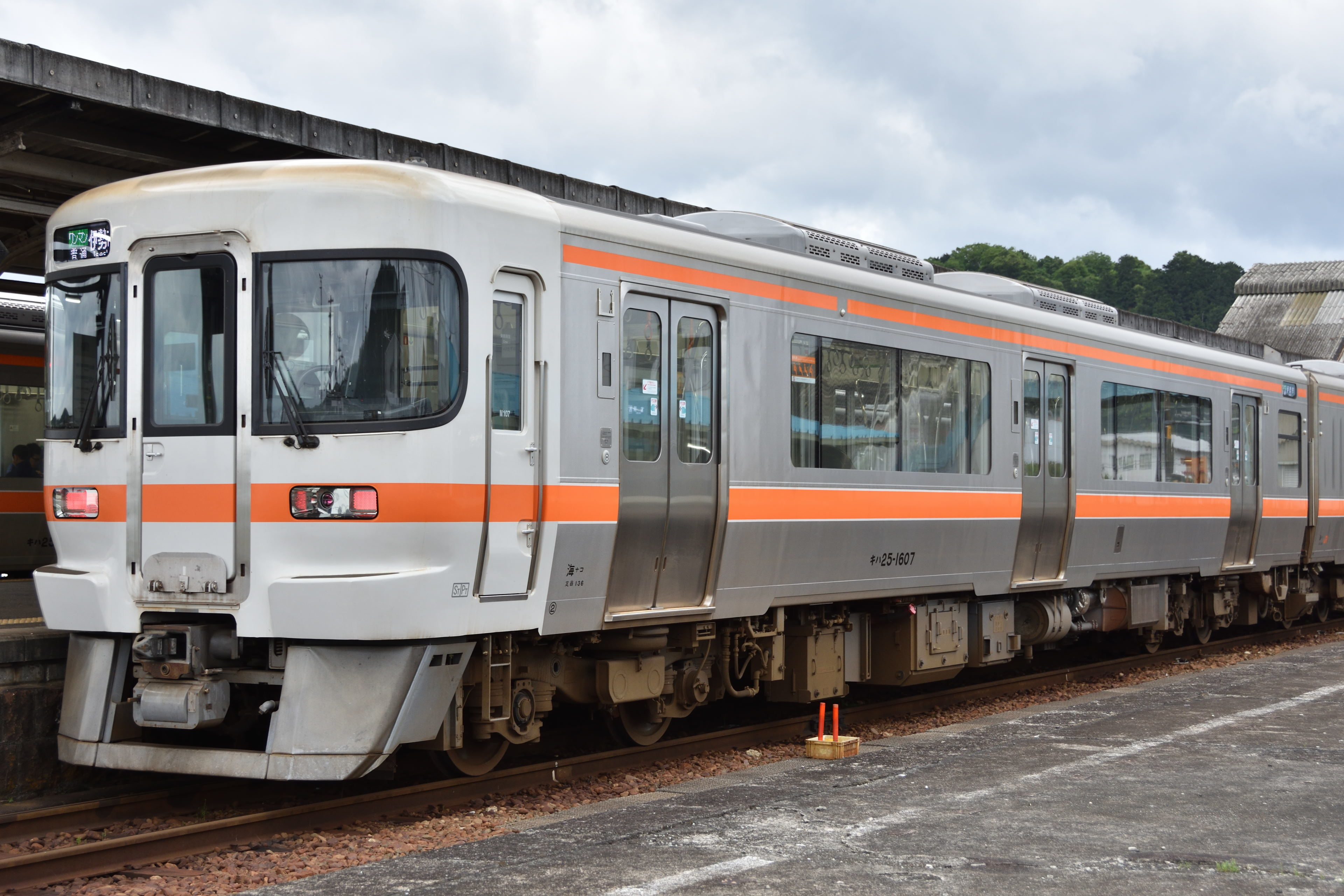
キハ25-1607

## 運用

### 1次車
1次車（0・100番台）は2011年（平成23年）3月12日のダイヤ改正に先駆けて同年3月1日より武豊線全線・東海道本線大府駅 - 名古屋駅間で営業運転を開始した。これにより、日中の武豊線列車の多くは本形式での運用となり、従来武豊線で運用されていたキハ75形を捻出し、これらは関西本線・参宮線の快速「みえ」の運転両数を2両（一部4両）から全列車4両に編成増強するために充当された。主に区間快速として運行される東海道本線内では、本形式の最高速度に合わせて所要時間が従来よりも若干延ばされていた。2015年（平成27年）3月1日の武豊線の電化後は、客室ドアの乗降口のステップ化の改造工事を行い、高山本線岐阜駅 - 猪谷駅間および太多線全線に転用されている。

### 2次車
2次車（1000・1100番台）のP100番台は2014年（平成26年）12月1日より高山本線岐阜駅 - 猪谷駅間および太多線全線にて営業運転を開始した。
2015年（平成27年）度には36両が追加投入され、2015年（平成27年）8月1日より紀勢本線亀山駅 - 新宮駅間と参宮線全線でも運用を開始し、老朽化したキハ40系とキハ11形0・100番台を置き換え、増備の進展により2016年（平成28年）3月26日のダイヤ改正でキハ40系を淘汰し、JR東海が保有する気動車は全て同社発足後に製造された車両となった。同時に本系列の名松線への入線も開始されたが、名松線への入線はキハ11形300番台が不足した際の代走時に限られる。

### 臨時列車
本形式を用いた臨時列車運用については、主にさわやかウォーキングやF1グランプリ、沿線でのイベント開催に伴って運転される臨時快速列車などの実績がある。
さわやかウォーキング開催時や、航空自衛隊岐阜基地での「岐阜基地航空祭」開催時などで運転される臨時快速列車では、名古屋車両区所属の1500・1600番台が高山本線で運用された事例がある。
熊野大花火大会やF1グランプリの開催時に運転される臨時列車については、2015年（平成27年）の運転分からは本形式も充当されており、通常の名古屋車両区所属車による運用に加えて、美濃太田車両区所属車も運用に入ることがある。

## 車歴表
2025年（令和7年）4月1日現在
- 全車日本車輛製造で製造
- 名古屋：名古屋車両区
- 美濃太田：美濃太田車両区

| ← 猪谷・多治見名古屋 → | ← 猪谷・多治見名古屋 → | ← 猪谷・多治見名古屋 → | ← 猪谷・多治見名古屋 → | ← 猪谷・多治見名古屋 → | ← 猪谷・多治見名古屋 → |
| ---------------------- | ---------------------- | ---------------------- | ---------------------- | ---------------------- | ---------------------- |
| 編成番号               | キハ 25                | キハ 25                | 落成日                 | 所属                   | 備考                   |
| P1                     | 1                      | 101                    | 2010/11/10             | 美濃太田               |                        |
| P2                     | 2                      | 102                    | 2010/11/10             | 美濃太田               |                        |
| P3                     | 3                      | 103                    | 2011/02/23             | 美濃太田               |                        |
| P4                     | 4                      | 104                    | 2011/02/23             | 美濃太田               |                        |
| P5                     | 5                      | 105                    | 2011/02/23             | 美濃太田               |                        |

| ← 猪谷・多治見名古屋 → ← 新宮・鳥羽亀山・伊勢奥津 → | ← 猪谷・多治見名古屋 → ← 新宮・鳥羽亀山・伊勢奥津 → | ← 猪谷・多治見名古屋 → ← 新宮・鳥羽亀山・伊勢奥津 → | ← 猪谷・多治見名古屋 → ← 新宮・鳥羽亀山・伊勢奥津 → | ← 猪谷・多治見名古屋 → ← 新宮・鳥羽亀山・伊勢奥津 → | ← 猪谷・多治見名古屋 → ← 新宮・鳥羽亀山・伊勢奥津 → |
| --------------------------------------------------- | --------------------------------------------------- | --------------------------------------------------- | --------------------------------------------------- | --------------------------------------------------- | --------------------------------------------------- |
| 編成番号                                            | キハ 25                                             | キハ 25                                             | 落成日                                              | 所属                                                | 備考                                                |
| P101                                                | 1001                                                | 1101                                                | 2014/09/03                                          | 美濃太田                                            |                                                     |
| P102                                                | 1002                                                | 1102                                                | 2014/09/03                                          | 美濃太田                                            |                                                     |
| P103                                                | 1003                                                | 1103                                                | 2014/09/03                                          | 美濃太田                                            |                                                     |
| P104                                                | 1004                                                | 1104                                                | 2014/11/05                                          | 美濃太田                                            |                                                     |
| P105                                                | 1005                                                | 1105                                                | 2014/11/05                                          | 美濃太田                                            |                                                     |
| P106                                                | 1006                                                | 1106                                                | 2014/11/05                                          | 美濃太田                                            |                                                     |
| P107                                                | 1007                                                | 1107                                                | 2015/02/05                                          | 美濃太田                                            |                                                     |
| P108                                                | 1008                                                | 1108                                                | 2015/02/05                                          | 美濃太田                                            |                                                     |
| M1                                                  | 1009                                                | 1109                                                | 2015/05/13                                          | 名古屋                                              |                                                     |
| M2                                                  | 1010                                                | 1110                                                | 2015/05/13                                          | 名古屋                                              |                                                     |
| M3                                                  | 1011                                                | 1111                                                | 2015/05/13                                          | 名古屋                                              |                                                     |
| M4                                                  | 1012                                                | 1112                                                | 2015/06/10                                          | 名古屋                                              |                                                     |

| ← 新宮・鳥羽亀山・伊勢奥津 → | ← 新宮・鳥羽亀山・伊勢奥津 → | ← 新宮・鳥羽亀山・伊勢奥津 → | ← 新宮・鳥羽亀山・伊勢奥津 → | ← 新宮・鳥羽亀山・伊勢奥津 → | ← 新宮・鳥羽亀山・伊勢奥津 → |
| ---------------------------- | ---------------------------- | ---------------------------- | ---------------------------- | ---------------------------- | ---------------------------- |
| 編成番号                     | キハ 25                      | キハ 25                      | 落成日                       | 所属                         | 備考                         |
| M101                         | 1501                         | 1601                         | 2015/06/10                   | 名古屋                       |                              |
| M102                         | 1502                         | 1602                         | 2015/06/10                   | 名古屋                       |                              |
| M103                         | 1503                         | 1603                         | 2015/07/08                   | 名古屋                       |                              |
| M104                         | 1504                         | 1604                         | 2015/07/08                   | 名古屋                       |                              |
| M105                         | 1505                         | 1605                         | 2015/07/08                   | 名古屋                       |                              |
| M106                         | 1506                         | 1606                         | 2015/10/07                   | 名古屋                       |                              |
| M107                         | 1507                         | 1607                         | 2015/10/07                   | 名古屋                       |                              |
| M108                         | 1508                         | 1608                         | 2015/10/07                   | 名古屋                       |                              |
| M109                         | 1509                         | 1609                         | 2015/11/11                   | 名古屋                       |                              |
| M110                         | 1510                         | 1610                         | 2015/11/11                   | 名古屋                       |                              |
| M111                         | 1511                         | 1611                         | 2015/11/11                   | 名古屋                       |                              |
| M112                         | 1512                         | 1612                         | 2016/01/13                   | 名古屋                       |                              |
| M113                         | 1513                         | 1613                         | 2016/01/13                   | 名古屋                       |                              |
| M114                         | 1514                         | 1614                         | 2016/01/13                   | 名古屋                       |                              |